# Impatiente du Cap
Impatiens capensis
Espèce
Classification phylogénétique
L'Impatiente du Cap (Impatiens capensis) est une espèce de plantes à fleurs de la famille des Balsaminaceae. L'Impatiente du Cap est une plante originaire d'Amérique du Nord, qui pousse dans les sites ombragés et humides tels que les bords de rivières ou de ruisseaux.
C'est une plante annuelle de 1 m de haut. Ses inflorescences sont formées de fleurs orange. Le fruit est une capsule allongée, bosselée et verte qui mesure 2 cm de longueur qui contient de quatre à six graines.

## Systématique
Le nom correct complet (avec auteur) de ce taxon est Impatiens capensis Meerb..
Ce taxon porte en français les noms vernaculaires ou normalisés suivants : Balsamine du Cap,,, Balsamine orangée,, Impatiente du Cap,, Impatiente du Cap, Balsamine du Cap, Balsamine orange, Impatiente orangée, chou sauvage, impatiente biflore, Balsamine orange.
Impatiens capensis a pour synonymes :
- Balsamina capensis (Meerb.) DC.
- Balsamina fulva (Nutt.) Ser.
- Chrysaea biflora (Walter) Nieuwl. & Lunell
- Impatiens biflora f. albiflora Weath.
- Impatiens biflora f. biflora
- Impatiens biflora f. citrina Weath.
- Impatiens biflora f. immaculata Weath.
- Impatiens biflora f. peasei A.H.Moore
- Impatiens biflora f. peasei A.H.Moore ex Weath.
- Impatiens biflora f. platymeris Weath.
- Impatiens biflora Walter
- Impatiens biflora Willd.
- Impatiens capensis f. albiflora (E.L.Rand & Redfield) Fernald & B.G.Schub.
- Impatiens capensis f. capensis
- Impatiens capensis f. citrina (Weath.) Fernald & B.G.Schub.
- Impatiens capensis f. immaculata (Weath.) Fernald & B.G.Schub.
- Impatiens capensis f. peasei (A.H.Moore ex Weath.) Fernald & B.G.Schub.
- Impatiens capensis f. platymeris (Weath.) Fernald & B.G.Schub.
- Impatiens fulva f. albiflora E.L.Rand & Redfield
- Impatiens fulva Nutt.
- Impatiens maculata Muhl.
- Impatiens noli-tangere subsp. biflora (Walter) Hultén
- Impatiens nortonii Rydb.

## Phytonymie

### Étymologie
Le nom du genre vient du latin in, négation et patiens, patient, allusion à l’éclatement du fruit mûr au moindre contact ; l'épithète spécifique capensis, du français cap, on croyait à tort qu’elle s’introduisait, en Europe, à partir du Cap Bonne-Espérance (Afrique du Sud). Elle est en fait  une plante typiquement nord-américaine bien qu'elle se répande en Europe avec succès.

### Noms vernaculaires
Le nom anglais « (en) spotted jewelweed », qui signifie « herbe bijou », est lié à l'apparence brillante et argentée comme un bijou des gouttelettes d'eau sur ses feuilles quand il pleut.

## Description

### Appareil végétatif
L'Impatiente du Cap est une plante herbacée annuelle qui mesure généralement 1 m de haut. Les feuilles alternes sont ovales avec des grosses dents régulières,.

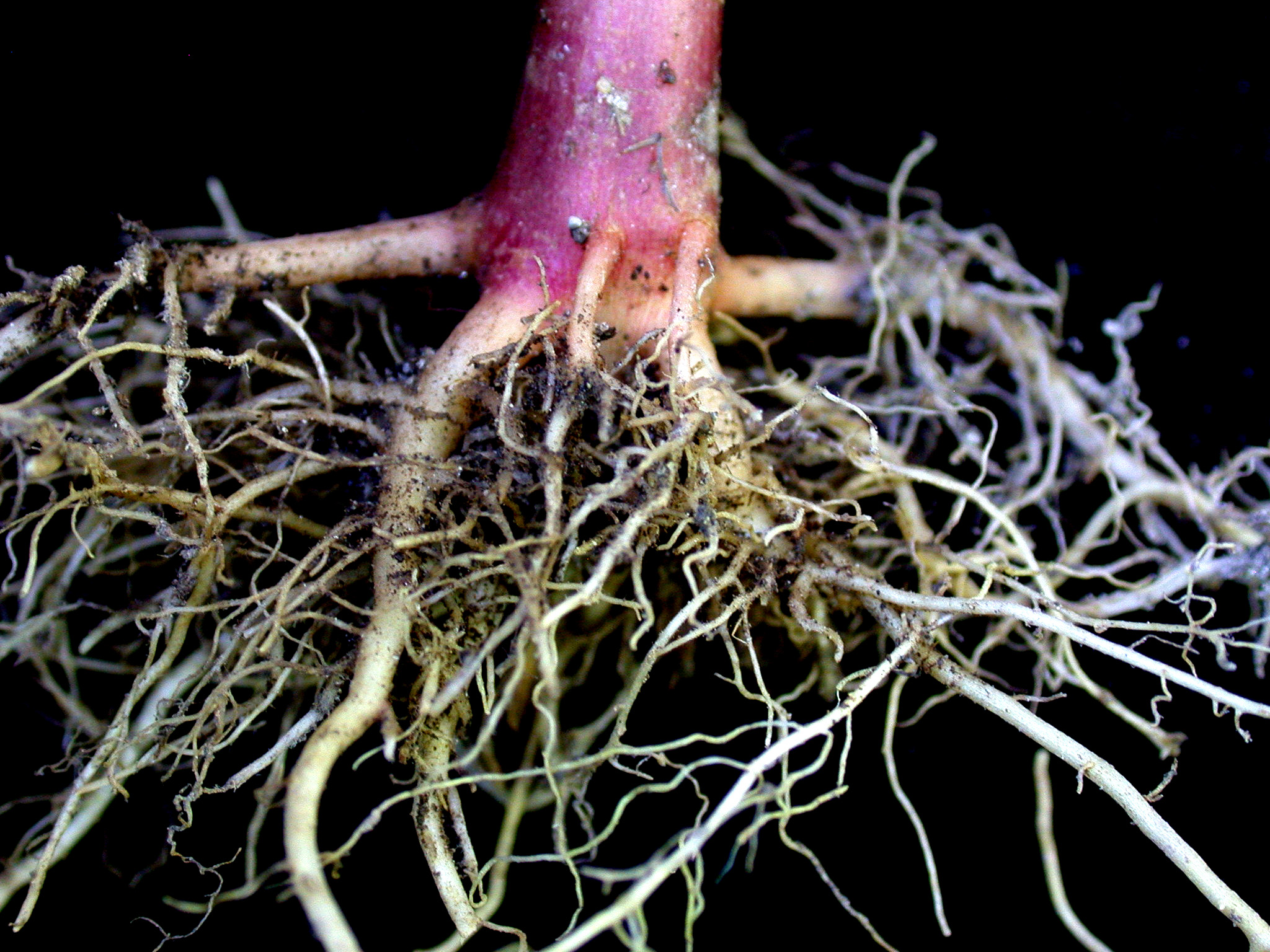
Racine.
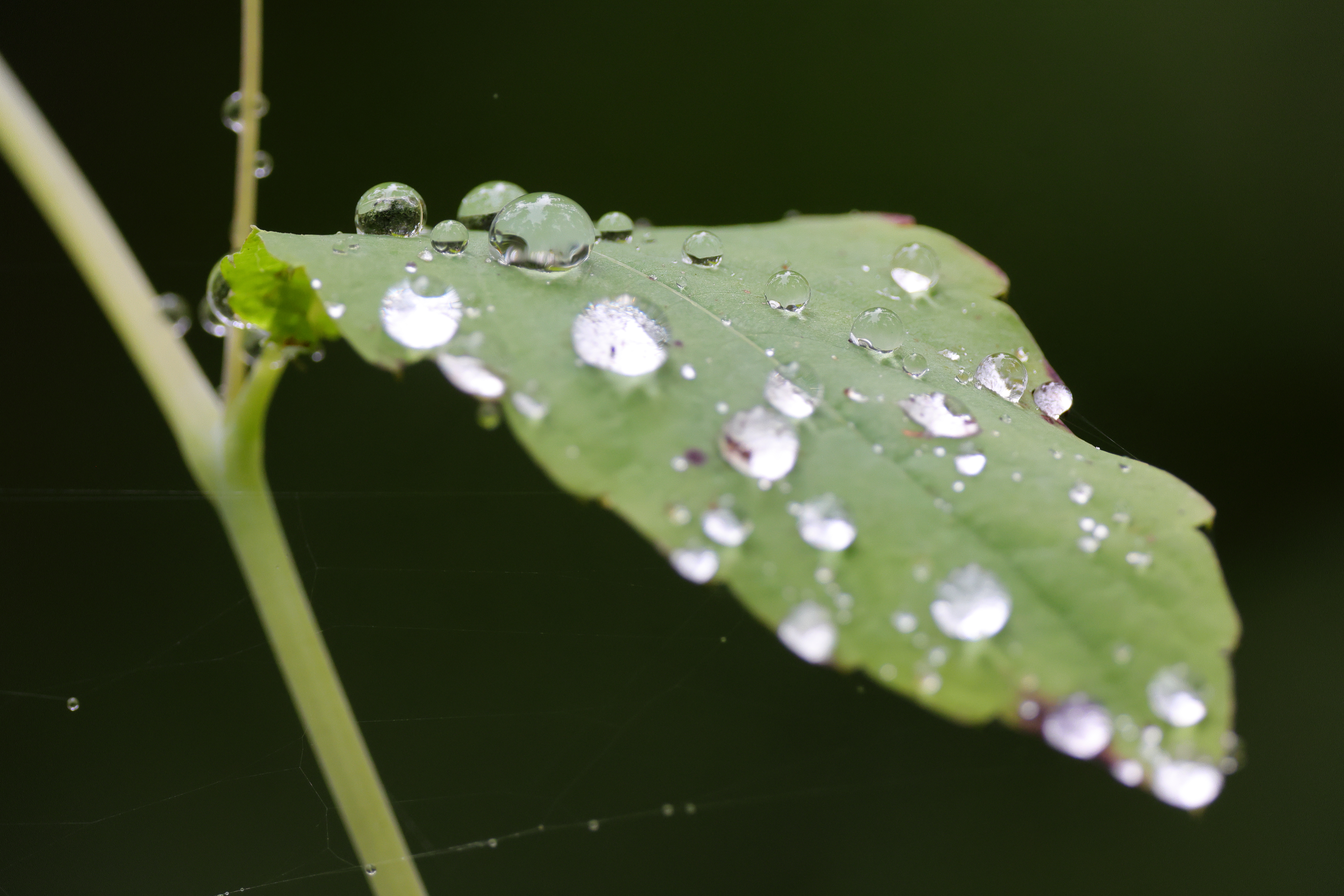
Tige et feuille.
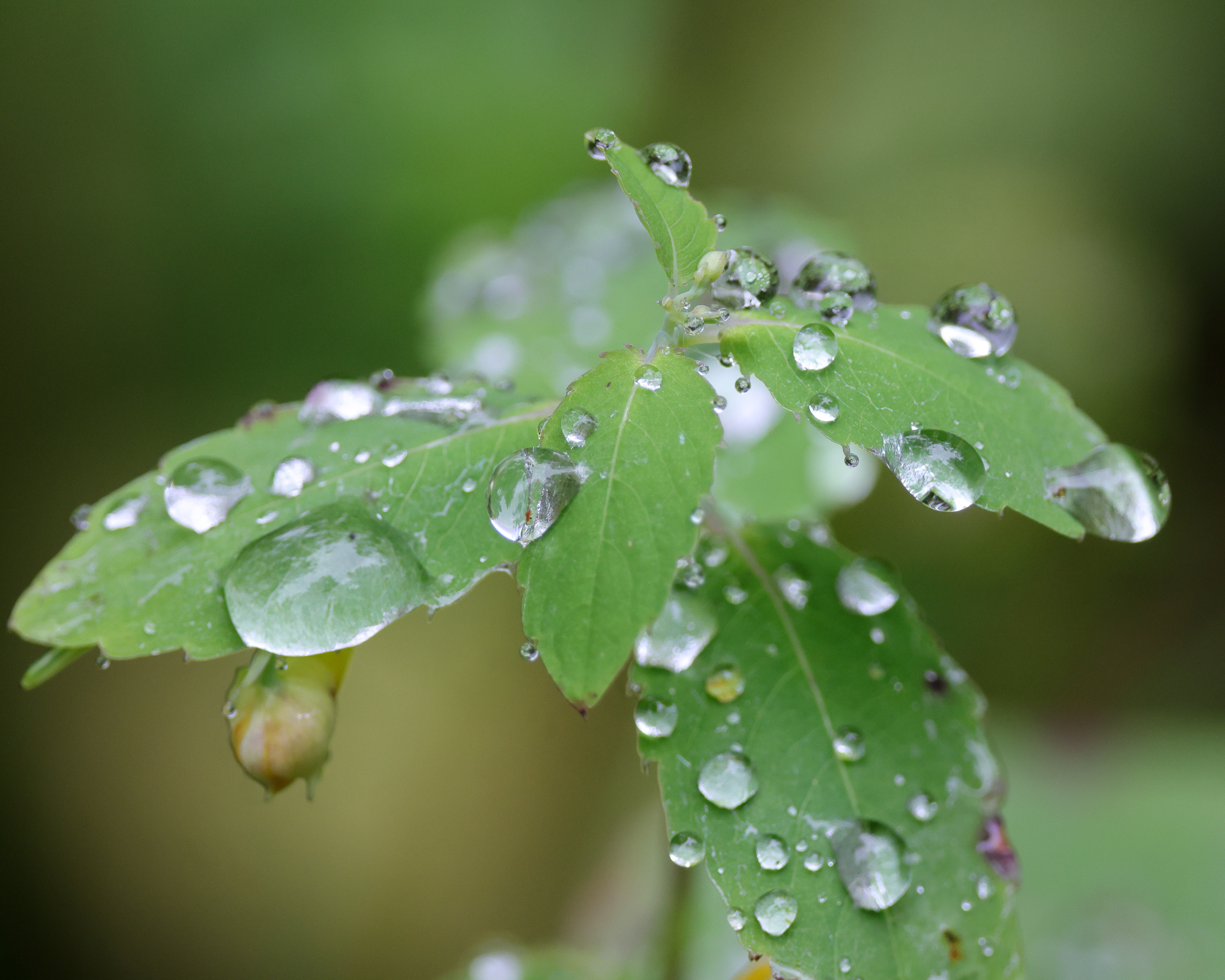
Feuilles.
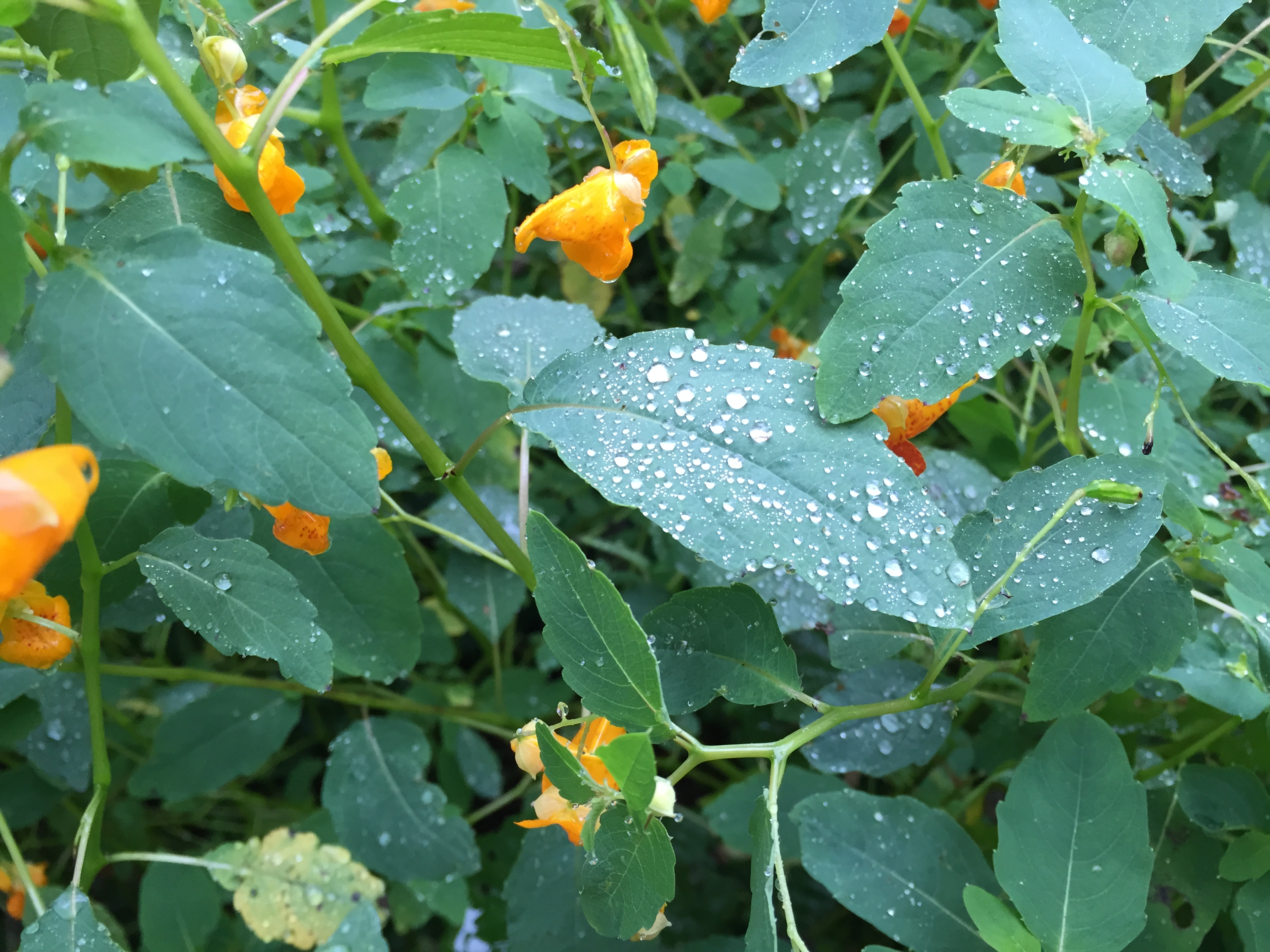
Feuilles montrant des perles (bijoux) juste après la pluie.

### Appareil reproducteur
Les fleurs sont réunies en petits racèmes sur la tige et les rameaux. Elles sont orangées, tachetées de rouge brunâtre et mesurent de 2 à 3 cm de longueur. Elles sont composées de trois sépales orange qui ressemblent à des pétales. Les deux sépales du haut sont petits, celui du bas est en forme de cône avec un éperon étroit et recourbé qui mesure plus de 6 mm de longueur. Les pétales sont au nombre de cinq et sont de forme irrégulière donnant l’impression de trois pétales. Celui du haut est un petit lobe, ceux du bas sont fusionnés en paires donnant deux pétales latéraux lobés. Les fleurs sont portées par un pédicelle de 2 à 3 cm de longueur,,,.
Un autre type de fleur est présent sur les plants. Elles sont petites (environ 1 mm), verdâtres et situées à l’aisselle des feuilles supérieures. Ces fleurs ne s’ouvrent pas. Au bout de quelques jours le périanthe tombe et découvre une capsule charnue.
Le fruit est une capsule allongée, bosselée et verte qui mesure 2 cm de longueur qui contient de quatre à six graines. Elle est munie d’une déhiscence explosive et s’ouvre au moindre toucher en propulsant les graines. La plantule a des feuilles opposées. Les cotylédons sont de forme orbiculaire avec un sommet échancré. Ils mesurent de 10 à 15 mm de longueur.

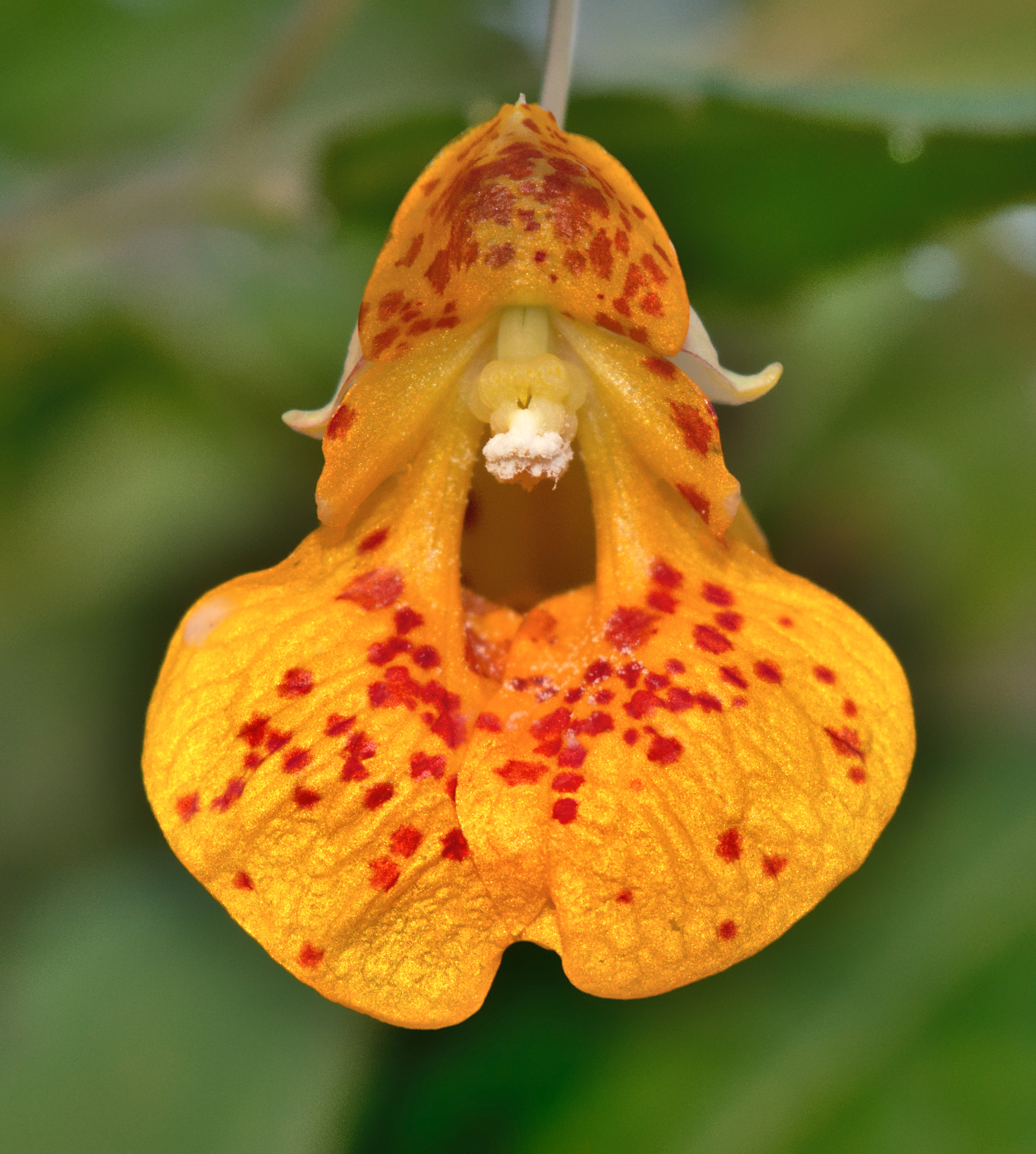
Fleur.
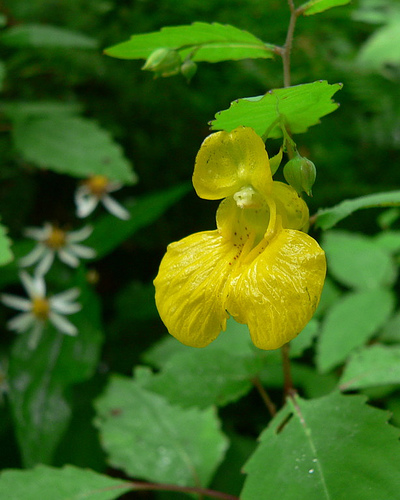
Fleur jaune.
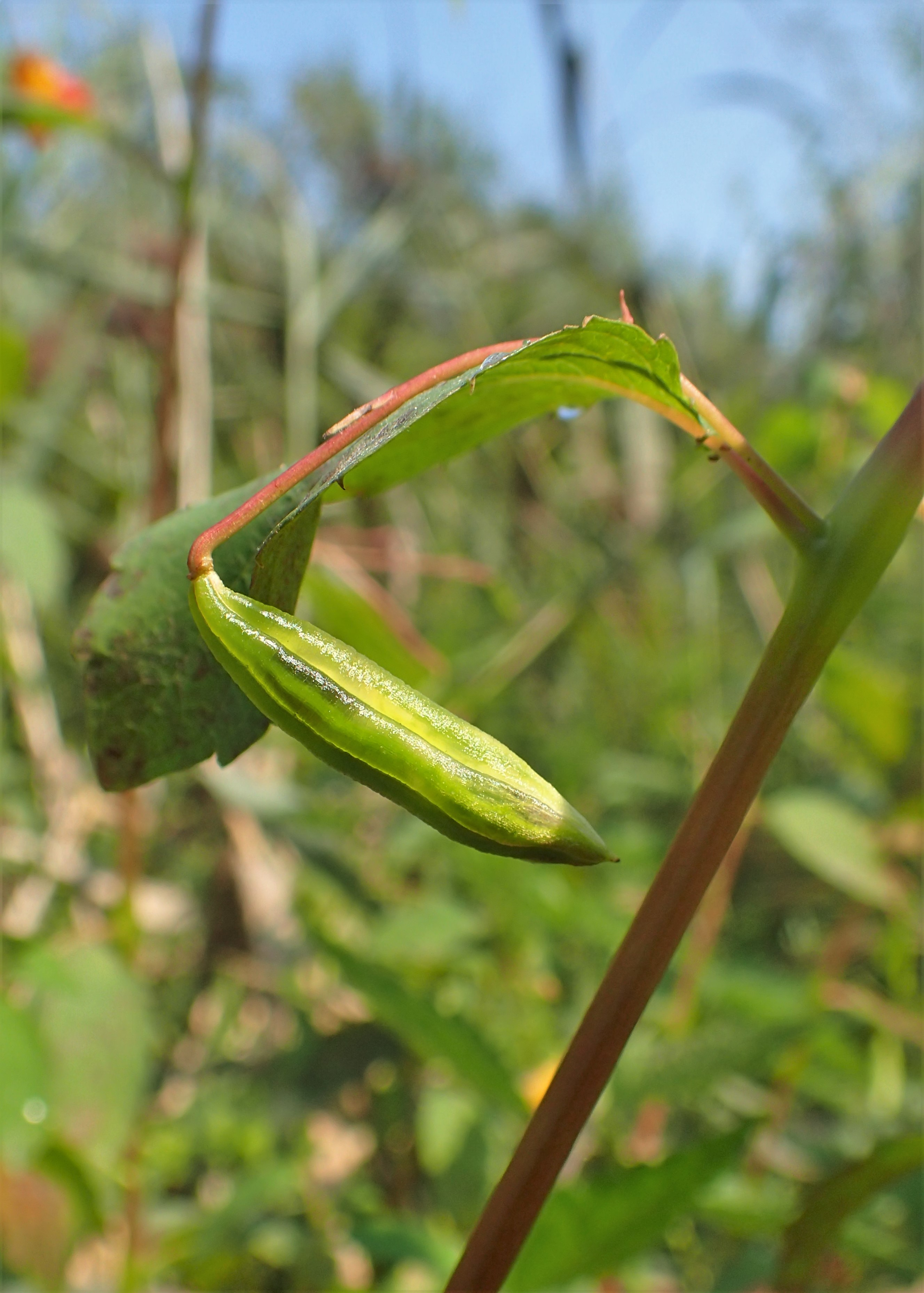
Capsule.

## Biologie

### Floraison
L’impatiente du Cap fleurit à la fin de l'été, en août et septembre.

### Pollinisation

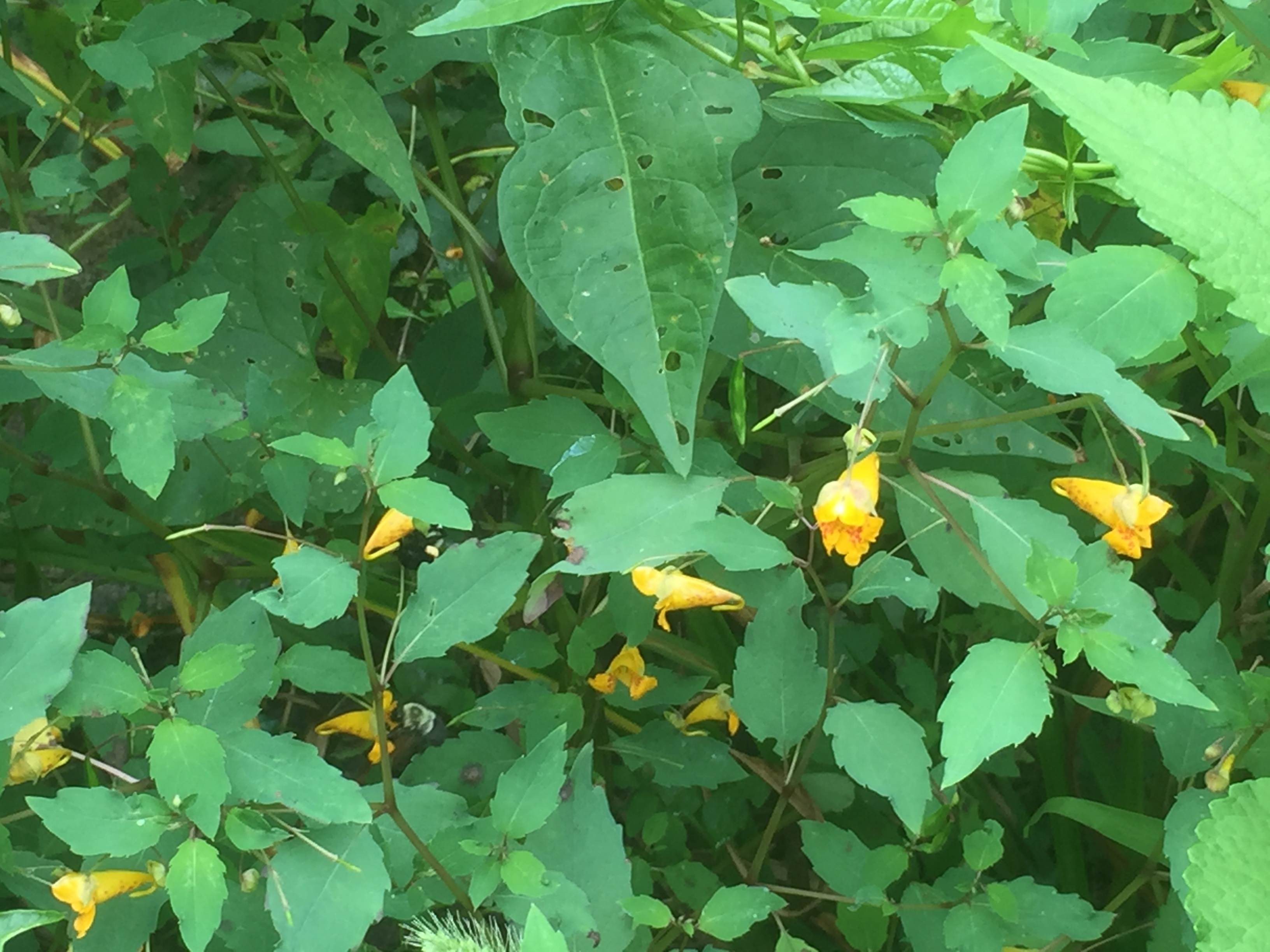
Un bourdon se nourrissant du nectar.

Les éperons à nectar sont des allongements tubulaires des pétales et des sépales de certaines fleurs qui contiennent généralement du nectar. Les fleurs d'Impatiente du Cap ont ces éperons nectarifères. On pense que les éperons à nectar ont joué un rôle dans la coévolution plante-pollinisateur. Les angles de courbure des éperons nectarifères de la plante sont variables. Cet angle varie de 0 degrés à 270 degrés.
L'angle de l'éperon nectarifère est très important dans la pollinisation de la fleur et dans la détermination du pollinisateur le plus efficace. Les colibris sont les principaux pollinisateurs. Ils enlèvent plus de pollen par visite des fleurs avec des éperons à nectar incurvés qu'avec des éperons à nectar perpendiculaires. Mais les colibris ne sont pas les seuls pollinisateurs de l'Impatiente du Cap. Les abeilles, en particulier les bourdons, jouent également un rôle important dans la pollinisation. En raison des colibris et des abeilles, la pollinisation de l'Impatiente du Cap est très élevée,.

## Habitat

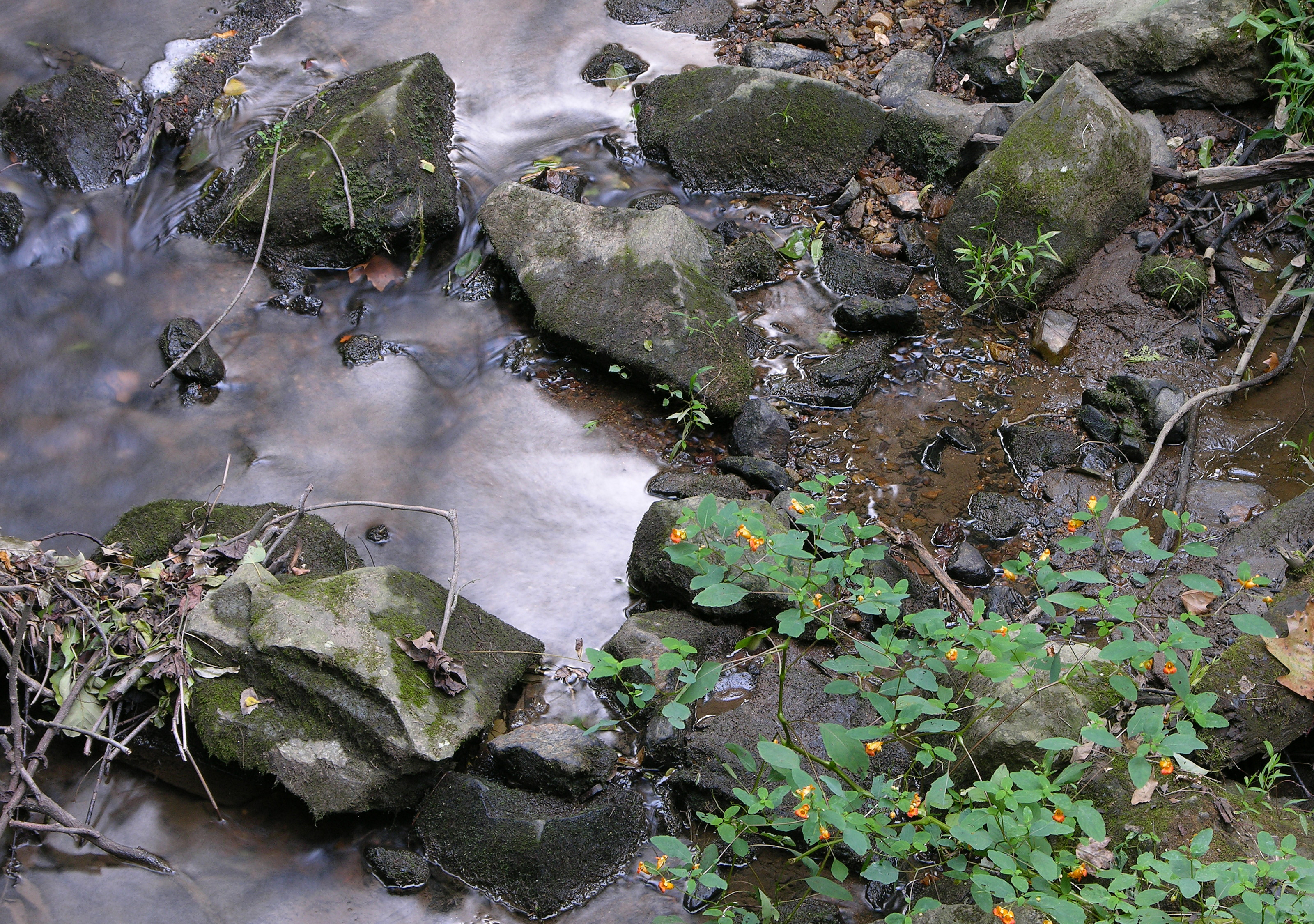
Impatiens capensis poussant au bord d'un ruisseau.

L'Impatiente du Cap pousse dans les sols humides et dans des endroits ouverts, ou parfois aux abords des cours d'eau.

## Utilisations

### Médicinal
Comme pour d'autres espèces d'impatientes, le jus de ses feuilles et tiges est un remède traditionnel amérindien contre les éruptions cutanées, y compris celle causée par l'herbe à puce,. L'efficacité de son utilisation pour prévenir le développement d'une éruption cutanée après une exposition à court terme à l'herbe à puce a été soutenue par une étude évaluée par des pairs et est probablement due au contenu en saponines de la plante. Cette étude a également démontré que certaines personnes ont une sensibilité à l'impatiente pouvant au contraire aggraver l'éruption cutanée. Le jus de tige a également été utilisé pour traiter le pied d'athlète ; ses qualités fongicides ont été scientifiquement vérifiées.

### Alimentaire
L'Impatiente du Cap contient une grande quantité de minéraux. Les feuilles et les fleurs de l'Impatiente du Cap peuvent être utilisées pour accompagner une salade.

### Horticole
L'Impatiente du Cap est utilisée comme plante ornementale.